# Robert Kern
Pour les articles homonymes, voir Kern.
Robert James Kern, né le 29 mars 1885, à Wilton Junction, dans l'Iowa (États-Unis), et mort le 30 mai 1972, à Orange, en Californie (États-Unis), est un monteur américain.

## Biographie
Robert Kern commence sa carrière de monteur au début des années 1920. Le film de 1934, La Passagère, représente sa première collaboration avec le réalisateur Clarence Brown. De nombreux autres projets conjoints suivent. W. S. Van Dyke et Robert Z. Leonard sont deux autres réalisateurs qui ont souvent collaboré avec Kern. Avec le premier, il monte L'Introuvable (The Thin Man), en 1934. Son dernier travail, en tant que monteur, est le film d'aventures dramatique Capitaine sans loi, en 1952, après lequel il prend sa retraite. 

## Distinctions
Pour le film pour enfants de 1944, Le Grand National, Robert Kern reçoit un Oscar l'année suivante. Il avait déjà, en 1936, obtenu une première nomination pour ce prix, pour le film David Copperfield.

## Filmographie
- 1922 : Le Crime de Mme Lévy (Hungry Hearts) de E. Mason Hopper
- 1923 : L'Éternel Combat (The Eternal Struggle) de Reginald Barker
- 1924 : Husbands and Lovers
- 1924 : Why Men Leave Home
- 1925 : Fine Clothes
- 1925 : La Rançon (The Great Divide) de Reginald Barker
- 1926 : Ella Cinders
- 1928 : George Washington Cohen
- 1928 : The Toilers
- 1928 : Green Grass Widows
- 1928 : Bachelor's Paradise
- 1928 : The Tragedy of Youth
- 1928 : The Grain of Dust
- 1929 : Three Live Ghosts
- 1929 : Nouvelle-Orléans
- 1929 : The Rainbow
- 1930 - The Lottery Bride
- 1930 - Be Yourself!
- 1932 : Robinson moderne (Mr. Robinson Crusoe) de A. Edward Sutherland
- 1933 : Penthouse  de W. S. Van Dyke
- 1933 - Un cœur, deux poings (The Prizefighter and the Lady) de W. S. Van Dyke
- 1934 - L'Introuvable (The Thin Man) de W. S. Van Dyke
- 1934 - La Passagère (Chained)
- 1934 - Viva Villa ! (Viva Villa!)
- 1935 - David Copperfield
- 1935 - Anna Karenine
- 1936 : Nick, gentleman détective (After the thin Man) de W. S. Van Dyke
- 1936 - The Longest Night
- 1936 : À vos ordres, Madame (Trouble for Two), de J. Walter Ruben
- 1936 - Robin Hood of El Dorado
- 1937 - Les Cadets de la mer
- 1937 - L'espionne de Castille
- 1937 - La Force des ténèbres (Night Must Fall), de Richard Thorpe
- 1938 - Marie-Antoinette (Marie Antoinette)
- 1938 - Amants
- 1939 - On demande le Docteur Kildare
- 1939 - La Ronde des pantins (Idiot’s Delight) de Clarence Brown
- 1939 - Femmes (The Women), de George Cukor
- 1940 - Flight Command
- 1940 - Wyoming
- 1940 : Le Cargo maudit (Strange Cargo), de Frank Borzage
- 1940 - Orgueuil et Préjugés (Pride and Prejudice)
- 1941 - Duel de femmes (When Ladies meet)
- 1941 - Billy the Kid le réfractaire (Billy the Kid)
- 1941 - L'Ombre de l'Introuvable (Shadow of the Thin Man)
- 1942 - Tennessee Johnson
- 1942 - Tish
- 1942 - Her Cardboard Lover
- 1942 - Tortilla Flat (non crédité au générique)
- 1942 - Born to Sing
- 1943 - Mademoiselle ma femme (I Dood It)
- 1944 - Les Blanches Falaises de Douvres (The White Cliffs of Dover)
- 1944 - Le Grand National (National Velvet), de Clarence Brown
- 1945 - Week-end au Waldorf (Week-end at Waldorf)
- 1946 : Les Vertes Années (The Green Years) de Victor Saville
- 1947 - Le Maître de la prairie (The Sea of Grass).
- 1947 - Passion immortelle (Song of Love)
- 1948 - Les Trois Mousquetaires (The Three Musketeers)
- 1948 - Amour en croisière
- 1949 - La scène du crime
- 1949 - Le Jardin secret (The secret garden).
- 1949 - L'intrus, de Clarence Brown
- 1950 : Le Convoi maudit (The Outriders) de Roy Rowland
- 1950 - The Schumann Story, court-métrage.
- 1950 - Cas de conscience, de Richard Brooks
- 1950 - Pour plaire à sa belle (To Please a Lady).
- 1951 - Angels in the Outfield
- 1951 - Trois troupiers
- 1952-  When in Rome
- 1952 : Capitaine sans loi (Plymouth Adventure) de Clarence Brown